# Людина, якої не було (фільм, 1989)
«Людина, якої не було» («Inimene, keda polnud») — радянський художній фільм 1989 року, знятий режисером Пеетером Сіммом на кіностудії «Талліннфільм».

## Сюжет
Приїхавши до Таллінна, вона отримує роботу в Будинку радіомовлення, стає знаменитою. Незабаром відомий радіокоментатор, чиї передачі вона обожнювала ще з дитинства, робить їй пропозицію. Але події 1949 змінюють життя. Коханий разом із багатьма висилається до Сибіру. Місто пустіє. Не в змозі читати тексти про п'ятирічку, дострокові виконання планів та капіталістичне упадництво, героїня стає для всіх німою.

## У ролях
- Катрі Хорма — Імбі
- Марі Сімм — Імбі в дитинстві
- Тину Кілгас — батько
- Юрі Крюков — дядько
- Рита Рааве — тітка
- Тину Раадік — Ханс
- Андріс Лепік — Тармо Ківі
- Райне Лоо— Пані Фіш
- Сулев Луйк — мародер
- Енн Ліллеметс — Халл-Гунна
- Роберт Шестаков — хлопчик
- Епп-Марія Кокамягі — роль другого плану
- Тоомас Хуссар — роль другого плану
- Анне Рееманн — роль другого плану
- Пеетер Якобі — роль другого плану
- Майт Лепік — молодий агент КДБ
- А. Тиніссон — роль другого плану
- Уно Раннавескі — роль другого плану
- У. Суклас — роль другого плану
- Велло Сиуканд — роль другого плану
- Еріх Яансоо — роль другого плану

## Знімальна група
- Режисер — Пеетер Сімм
- Сценарист — Тоомас Раудам
- Оператор — Аго Руус
- Композитор — Тину Раадік
- Художники — Рональд Колманн, Харді Волмер